# Lavabit
Lavabitとはかつてラダー・レビソンによって開設、運営されていた電子メールサービスである。2013年8月に終了したが、2017年1月Lavabitは復活した。再開した日は米大統領選の前の日であり、ラダー・レビソンは
「個人の政治的傾向にかかわらず、われわれは本日ここに、われわれの合衆国憲法が保障する自由、正義、権利という共通の価値観を承認する。だから私は、この日をLavabitの再ローンチの日に選んだ」
と述べている。

## 歴史
テキサス州を拠点とするNerdshack LLC（後にLavabit LLC）のプログラマーによって開設、伝えられるところでは幅広く使われているGoogleが自社の無料電子メールサービスであるGmailでユーザーのメール内容を広告やマーケティングデータの生成に使用しているのではないかというプライバシー問題がきっかけになったという。同社では非対称暗号化の活用でユーザーのメールの重要なプライバシーを守るサービスを提供していて、暗号の強度は諜報機関でさえ解読することが困難なほどであった。GhacksもLavabitを「今現在、最もセキュリティが強固な電子メールサービス」と評していた。2013年7月時点でユーザー数は35万人で容量も無料、有料アカウントによって128メガバイトから8ギガバイトの範囲で提供されていた。
復活後の2017年8月現在、ユーザーデーターベースの復元などにより、招待コード所持者のみが新規登録が可能。

## エドワード・スノーデン
2013年7月、アメリカ国家安全保障局の個人情報収集手口を告発したエドワード・スノーデンがモスクワのシェレメーチエヴォ国際空港で滞在中での記者会見として人権弁護士、活動家への電子メール送信にLavabitを使用していたことが明らかになった。

## サービス終了
2013年8月8日、Lavabitはサービスを終了し、ログインページが所有者で管理者のラダー・レビソンからのメッセージを掲載したページに置き換えられた。ザ・ニューヨーカーはサービス終了の理由としてアメリカ国家安全保障局の国内監視対象になったことによるものと推測している。レビソンは自身のサイトで、サービス終了に関して法的に説明することはできないとしたものの、代わりにアメリカ合衆国第4連邦控訴裁判所にて憲法を守る戦いのために寄付を呼びかけた。WIRED誌はレビソンが令状やナショナル・セキュリティ・レターによる異常な状況下での顧客情報追跡と戦っており、また過去に最低1回定期的な礼状を遵守したとしている。Lavabitはアメリカ合衆国政府から情報の公開並びに情報へのアクセス権を付与する命令に従わずに運営を終了した最初のテクノロジー企業とされている。暗号化された電子メール、携帯向けビデオ、ボイスサービスプロバイダであるSilent CircleもLavabitに続く形で暗号化電子メールサービスを終了した。